# 长丰乡 (芦溪县)
长丰乡，是中华人民共和国江西省萍乡市芦溪县下辖的一个乡镇级行政单位。

## 行政区划
长丰乡下辖以下地区：
宗里村、磨桥村、浒岭村、半山村和羊田村。